# Paul Baran
Paul Baran (Hrodna, na época pertencente à Polônia, 29 de abril de 1926 — Palo Alto, 26 de março de 2011) foi um dos inventores da rede de comutação de pacotes, juntamente com Donald Davies e Leonard Kleinrock.
Sua família mudou-se para a Filadélfia, em 1928. Graduado pela Universidade Drexel, com mestrado em engenharia pela Universidade da Califórnia em Los Angeles, em 1959, iniciando no mesmo ano a trabalhar na RAND Corporation.
Projetos similares para uma rede distribuída de dados estavam sendo conduzidos por Donald Davies, do National Physical Laboratory, no Reino Unido, apesar de Davies estar primariamente preocupado com o problema do compartilhamento de recursos, em vez do foco de Baran em questões militares.

## Rede de comutação de pacotes
Enquanto trabalhava na RAND Corporation, Paul Baran foi designado a cumprir a tarefa de desenvolver um sistema de comunicações que pudesse manter a comunicação entre pontos finais mesmo durante estragos provocados por um ataque nuclear. O trabalho anterior de Baran com comunicações de emergência sobre redes de rádio AM preparou seu modo de execução da tarefa, que incluiu a noção de uma arquitetura distribuída de nós.
Utilizando a tecnologia de minicomputadores da época, Baran e sua equipe desenvolveram um conjunto para simulação que testava a conectividade básica de um conjunto de nós com graus variados de ligação. Assim, uma rede com n graus de conectividade deveria ter n ligações por nó. A simulação "matou" nós aleatoriamente e subsequentemente testou o percentual de nós que permaneceram concectados. O resultado da simulação revelou que redes com n >= 3 tiveram aumento significativo na resiliência mesmo com uma perda de 50% de perda de nós. O aprendizado herdado da simulação de Baran é que a chave estava na redundância.
Depois de provar a capacidade de sobrevivência da rede, Baran e sua equipe precisavam demonstrar uma prova de conceito para esse desenho que viabilizasse a sua construção. Isso envolveu esquemas de alto nível que detalhavam a operação, construção e custo de todos os componentes necessários para construir uma rede que levasse a esse novo ponto de vista de ligações redundantes. O resultado foi um dos primeiros protocolos de store-and-forward da camada de comutação de pacotes de dados, um protocolo roteamento de vetor sobre o estado da ligação/distância e um protocolo sobre transporte orientado por conexão não provada. Detalhes explícitos desses projetos podem ser encontrados na série de relatórios "On Distributed Communications". O projeto foi uma evolução em relação ao sistema de telefonia da época, colocando nós com custo reduzido e não confiáveis no centro da rede, e dispositivos mais inteligentes e multiplexadores nas pontas. Nas palavras de Baran, diferentemente do equipamento de telefonia da empresa, seu projeto não necessitava de caros componentes banhados a ouro para ser confiável.

## Vendendo a ideia
Após a publicação de "On Distributed communications", Paul Baran apresentou as descobertes de sua equipe a uma quantidade de plateias, incluindo engenheiros da AT&T, (que não eram os engenheiros da Bell Labs, que à época proporcionavam a Baran especificações para a primeira geração de circuitos T1 que ele utilizou como ligações de sua proposta de projeto). Em entrevistas posteriore, Baran explicou como sua ideia de circuitos físicos não dedicados para comunicação de voz foram desprezados por engenheiros da AT&T, que diziam que Baran simplesmente não entendia como a telecomunicação de voz funcionava.
Como resultado do Ato de Reorganização de 1958, do presidente estadunidense Dwight Eisenhower, houve uma mudança significativa na liderança do Pentágono, ao mesmo tempo que o trabalho de Baran foi aceito pela Força Aérea dos Estados Unidos e pelo Departamento de Defesa para implementação e teste. Quando Baran descobriu que um almirante da Marinha mais velho seria o responsável pelo projeto, decidiu que seria melhor arquivá-lo, argumentando que um 'cara analógico velho' não conseguiria compreender o objetivo a ser alcançado, o que provavelmente levaria a uma falha por falta de compreensão.
Por volta da mesma época em que a ARPA desenvolvia a ideia de um conjunto de terminais entre redes para compartilhar recursos de computação, entre os materiais de referência considerados estavam os volumes de Baran e da RAND. A ARPANET nunca teve a intenção de ser uma rede que sobrevivesse a um ataque, mas alguns ainda mantêm o mito de que ela era. Em vez disso, a característica da resiliência de uma rede de troca de pacotes que usa protocolos de roteamento para estado da ligação é algo que nós ainda utilizamos hoje em alguma parte por conta da pesquisa feita para desenvolver uma rede que pudesse sobreviver a um ataque nuclear.

## Trabalho posterior
Baran também forneceu a centelha da invenção de quatro outras tecnologias de redes importantes. Ele estava envolvido na origem da tecnologia de pacotes de voz desenvolvido pela StrataCom em seu antecessor, a Packet Technologies. Essa tecnologia levou ao primeiro produto ATM comercial pré-padrão. Ele também estava envolvido com o modem multitom desenvolvido pela Telebit, que foi uma das raízes da Multiplexação ortogonal por divisão de frequência, que é usada em modems DSL. Paul Baran fundou a Metricom, a primeira empresa de internet sem fio, que implantou o Ricochet, o primeiro sistema de redes mesh públicas sem fio. Ele também fundou a Com21, uma empresa pioneira de cabo modem. Após a Com21, Baran fundou a GoBackTV. Mais recentemente fundou a Gesso Networks, oferecendo uma solução avançada para conectar dispositivos de rede em casa ou pequeno escritório através da fiação existente. Em todos os casos, Baran proporcionava as ideias iniciais e dava credibilidade a um grupo forte de desenvolvedores, que então implantava essas ideias muito além de sua centelha original.
Paul Baran também estendeu o seu trabalho sobre comutação de pacotes para a teoria de espectro sem fio, desenvolvendo o que ele chamou de "normas de creche" para o uso do espectro sem fio.
Além de sua inovação em produtos de rede, a ele também é atribuída a invenção do detector de metais usado em aeroportos.
OBS: Não se pode nomear um criador para a Internet pois o mesmo foi um trabalho em partes então Paul Baran não é o criador da Internet

## Prêmios
- 1990 Medalha Alexander Graham Bell IEEE
- 1991 Prêmio Marconi
- 2000 Prêmio Internet IEEE
- 2009 UCLA Engineering Alumnus of the Year[4]
- Medalha Nacional de Tecnologia e Inovação, 2007[5]
- Prêmio Bower de Realização em Ciência (2001)